# Riberas del Río Duratón
Riberas del Río Duratón este o arie protejată (arie specială de conservare — SAC, sit de importanță comunitară — SCI) din Spania întinsă pe o suprafață de 310,12 ha, integral pe uscat.

## Localizare
Centrul sitului Riberas del Río Duratón este situat la coordonatele 41°15′20″N 3°38′37″W / 41.2556°N 3.6437°V.

## Înființare
Situl Riberas del Río Duratón a fost declarat sit de importanță comunitară în august 2000 pentru a proteja 13 specii de animale. Situl a fost protejat și ca arie specială de conservare în septembrie 2015.

## Biodiversitate
Situată în ecoregiunea mediteraneană, aria protejată conține 9 habitate naturale: Cursuri de apă de la nivel de câmpie la nivel montan, cu vegetație Ranunculion fluitantis și Callitricho-Batrachion, Păduri aluvionare cu Alnus glutinosa și Fraxinus excelsior (Alno-Padion, Alnion incanae, Salicion albae), Păduri termofile cu Fraxinus angustifolia, Galerii de Salix alba și de Populus alba, Pseudostepă cu ierburi și specii anuale de Thero-Brachypodietea, Păduri endemice cu Juniperus spp., Liziere de ierburi înalte hidrofile de câmpie și de nivel montan până la alpin, Pajiști umede mediteraneene cu ierburi înalte de Molinio-Holoschoenion, Păduri de pin mediteraneene cu pini mezogeni endemici.
La baza desemnării sitului se află mai multe specii protejate:
- amfibieni (2): Discoglossus galganoi, Discoglossus jeanneae
- mamifere (6): Galemys pyrenaicus, vidră de râu (Lutra lutra), liliac cu urechi de șoarece (Myotis blythii), liliac comun (Myotis myotis), liliacul mare cu potcoavă (Rhinolophus ferrumequinum), liliacul mic cu potcoavă (Rhinolophus hipposideros)
- pești (4): Achondrostoma arcasii, Cobitis calderoni, Cobitis paludica, Pseudochondrostoma duriense
- reptile (1): Lacerta schreiberi

Pe lângă speciile protejate, pe teritoriul sitului au mai fost identificate 6 specii de amfibieni, 7 specii de mamifere, 1 specie de nevertebrate, 2 specii de pești.